# Lijst van county's in South Dakota
De Amerikaanse staat South Dakota is onderverdeeld in 66 county's.

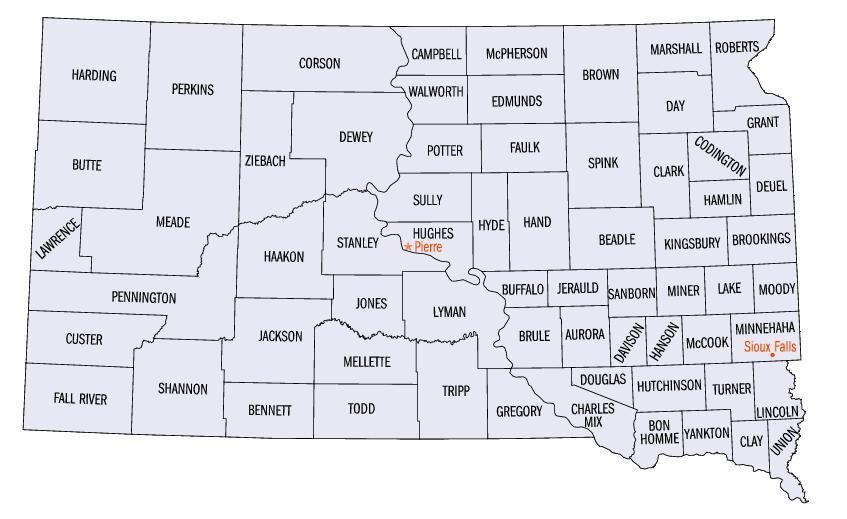
County's van South Dakota

| County        | Inwoners 1 juli 2007 | Hoofdplaats        | Inwoners 1 juli 2007 |
| ------------- | -------------------- | ------------------ | -------------------- |
| Aurora        | 2854                 | Plankinton         | 560                  |
| Beadle        | 15.669               | Huron              | 10.902               |
| Bennett       | 3441                 | Martin             | 1010                 |
| Bon Homme     | 7071                 | Tyndall            | 117                  |
| Brookings     | 29.241               | Brookings          | 19.463               |
| Brown         | 35.113               | Aberdeen           | 24.410               |
| Brule         | 5190                 | Chamberlain        | 2258                 |
| Buffalo       | 2111                 | Gann Valley        | ---                  |
| Butte         | 9475                 | Belle Fourche      | 4909                 |
| Campbell      | 1397                 | Mound City         | 66                   |
| Charles Mix   | 8953                 | Lake Andes         | 761                  |
| Clark         | 3472                 | Clark              | 1073                 |
| Clay          | 13.364               | Vermillion         | 10.251               |
| Codington     | 26.356               | Watertown          | 20.530               |
| Corson        | 4205                 | McIntosh           | 209                  |
| Custer        | 7818                 | Custer             | 1902                 |
| Davison       | 19.020               | Mitchell           | 14.832               |
| Day           | 5667                 | Webster            | 1718                 |
| Deuel         | 4259                 | Clear Lake         | 1222                 |
| Dewey         | 6005                 | Timber Lake        | 426                  |
| Douglas       | 3018                 | Armour             | 671                  |
| Edmunds       | 4008                 | Ipswich            | 862                  |
| Fall River    | 7210                 | Hot Springs        | 4052                 |
| Faulk         | 2276                 | Faulkton           | 672                  |
| Grant         | 7159                 | Milbank            | 3237                 |
| Gregory       | 4110                 | Burke              | 576                  |
| Haakon        | 1845                 | Philip             | 741                  |
| Hamlin        | 5621                 | Hayti              | 351                  |
| Hand          | 3273                 | Miller             | 1341                 |
| Hanson        | 3621                 | Alexandria         | 653                  |
| Harding       | 1180                 | Buffalo            | 330                  |
| Hughes        | 16.880               | Pierre             | 14.032               |
| Hutchinson    | 7340                 | Olivet             | 64                   |
| Hyde          | 1465                 | Highmore           | 736                  |
| Jackson       | 2792                 | Kadoka             | 653                  |
| Jerauld       | 1993                 | Wessington Springs | 853                  |
| Jones         | 1055                 | Murdo              | 542                  |
| Kingsbury     | 5394                 | De Smet            | 1055                 |
| Lake          | 11.372               | Madison            | 6319                 |
| Lawrence      | 23.347               | Deadwood           | 1293                 |
| Lincoln       | 37.765               | Canton             | 4127                 |
| Lyman         | 3909                 | Kennebec           | 284                  |
| Marshall      | 4318                 | Britton            | 1264                 |
| McCook        | 5755                 | Salem              | 1345                 |
| McPherson     | 2496                 | Leola              | 390                  |
| Meade         | 23.999               | Sturgis            | 5990                 |
| Mellette      | 2019                 | White River        | 563                  |
| Miner         | 2475                 | Howard             | 909                  |
| Minnehaha     | 175.272              | Sioux Falls        | 151.505              |
| Moody         | 6506                 | Flandreau          | 2263                 |
| Oglala Lakota | 13.589               | Hot Springs        | 4052                 |
| Pennington    | 96.280               | Rapid City         | 63.997               |
| Perkins       | 2917                 | Bison              | 328                  |
| Potter        | 2184                 | Gettysburg         | 1088                 |
| Roberts       | 9865                 | Sisseton           | 2457                 |
| Sanborn       | 2444                 | Woonsocket         | 642                  |
| Spink         | 6739                 | Redfield           | 2290                 |
| Stanley       | 2787                 | Fort Pierre        | 2068                 |
| Sully         | 1411                 | Onida              | 647                  |
| Todd          | 10.157               | Winner             | 2805                 |
| Tripp         | 5806                 | Winner             | 2805                 |
| Turner        | 8379                 | Parker             | 980                  |
| Union         | 13.952               | Elk Point          | 1888                 |
| Walworth      | 5262                 | Selby              | 660                  |
| Yankton       | 21.645               | Yankton            | 13.643               |
| Ziebach       | 2643                 | Dupree             | 452                  |

Alabama · Alaska · Arizona · Arkansas · Californië · Colorado · Connecticut · Delaware · Florida · Georgia · Hawaï · Idaho · Illinois · Indiana · Iowa · Kansas · Kentucky · Louisiana · Maine · Maryland · Massachusetts · Michigan · Minnesota · Mississippi · Missouri · Montana · Nebraska · Nevada · New Hampshire · New Jersey · New Mexico · New York · North Carolina · North Dakota · Ohio · Oklahoma · Oregon · Pennsylvania · Rhode Island · South Carolina · South Dakota · Tennessee · Texas · Utah · Vermont · Virginia · Washington · West Virginia · Wisconsin · Wyoming